# Gran Premio de Yugoslavia de Motociclismo de 1976
El Gran Premio de Yugoslavia de Motociclismo de 1976 fue la cuarta prueba de la temporada 1976 del Campeonato Mundial de Motociclismo. El Gran Premio se disputó el 23 de mayo de 1976 en el Circuito de Opatija.

## Resultados 350cc
En 350 c.c., una caída que implicó al italiano Walter Villa y al venezolano Johnny Cecotto marcó la carrera. Tampoco pudo acabar Giacomo Agostini por problemas mecánicos. La victoria fue para el francés Olivier Chevallier con el británico Chas Mortimer y el japonés Takazumi Katayama llegando detrás de él. En la clasificación general, Cecotto continua liderando la clasificación general con 42 puntos.
| 1                    | Olivier Chevallier | Yamaha          | 57:52.4    | 15 |
| 2                    | Chas Mortimer      | Yamaha          | +10.6      | 12 |
| 3                    | Takazumi Katayama  | Yamaha          | +17.0      | 10 |
| 4                    | Bruno Kneubühler   | Yamaha          | +1:23.4    | 8  |
| 5                    | Tom Herron         | Yamaha          | +1:56.0    | 6  |
| 6                    | Gérard Choukroun   | Yamaha          | +2:25.7    | 5  |
| 7                    | Patrick Pons       | Yamaha          | +2:27.2    | 4  |
| 8                    | Kjell Solberg      | Yamaha          | +1 Vuelta  | 3  |
| 9                    | Bo Granath         | Yamaha          | +1 Vuelta  | 2  |
| 10                   | Claudio Loigo      | Yamaha          | +1 lap     | 1  |
| 11                   | Victor Soussan     | Yamaha          | +1 Vuelta  |    |
| 12                   | Peter Baláž        | Yamaha          | +4 Vueltas |    |
| Ret                  | Giacomo Agostini   | MV Agusta       | Ret        |    |
| Ret                  | Dieter Braun       | Yamaha          | Ret        |    |
| Ret                  | Walter Villa       | Harley-Davidson | Ret        |    |
| Ret                  | Pentti Korhonen    | Yamaha          | Ret        |    |
| Ret                  | John Dodds         | Yamaha          | Ret        |    |
| Ret                  | Johnny Cecotto     | Yamaha          | Ret        |    |
| Ret                  | Leif Gustafsson    | Yamaha          | Ret        |    |
| Ret                  | János Drapál       | Yamaha          | Ret        |    |
| Ret                  | Pekka Nurmi        | Yamaha          | Ret        |    |
| Ret                  | Franz Kunz         | Yamaha          | Ret        |    |
| Ret                  | Patrick Fernandez  | Yamaha          | Ret        |    |
| Ret                  | Philippe Coulon    | Yamaha          | Ret        |    |
| Ret                  | Børge Nielsen      | Yamaha          | Ret        |    |
| 30 starters in total |                    |                 |            |    |
| [ 2 ]                |                    |                 |            |    |

## Resultados 250cc
En el cuarto de litro, el dominio de la carrera era claro para Walter Villa hasta que tuvo que abandonar por una avería mecánica. Esto sirvió para que el alemán Dieter Braun (Yamaha) fuera el vencedor, mientras que una excelente pugna entre el irlandés Tom Herron
y el francés Olivier Chevallier se desarrolló por detrás por la segunda plaza. A pesar del abandono, Villa continua liderando la clasificación general.
| Pos. | Piloto             | Equipo          | Tiempo    | Pts. |  |
| ---- | ------------------ | --------------- | --------- | ---- |  |
| 1    | Dieter Braun       | Yamaha          | 50:19.8   | 15   |  |
| 2    | Tom Herron         | Yamaha          | +6.7      | 12   |  |
| 3    | Olivier Chevallier | Yamaha          | +7.0      | 10   |  |
| 4    | Patrick Fernandez  | Yamaha          | +14.9     | 8    |  |
| 5    | Chas Mortimer      | Yamaha          | +16.9     | 6    |  |
| 6    | Bruno Kneubühler   | MZ              | +28.2     | 5    |  |
| 7    | Gianfranco Bonera  | Harley-Davidson | +29.7     | 4    |  |
| 8    | Pentti Korhonen    | Yamaha          | +35.0     | 3    |  |
| 9    | János Drapál       | Yamaha          | +37.3     | 2    |  |
| 10   | Patrick Pons       | Yamaha          | +1:00.0   | 1    |  |
| 11   | Eero Hyvärinen     | Yamaha          | +1:13.6   |      |  |
| 12   | Henk van Kessel    | Yamaha          | +1:34.5   |      |  |
| 13   | Philippe Bouzanne  | Yamaha          | +1:35.3   |      |  |
| 14   | Peter Baláž        | Jawa            | +1:41.3   |      |  |
| 15   | Børge Nielsen      | Yamaha          | +2:17.0   |      |  |
| 16   | Pentti Salonen     | Yamaha          | +1 Vuelta |      |  |
| 17   | Victor Soussan     | Yamaha          | +1 Vuelta |      |  |
| 18   | Hans Müller        | Yamaha          | +1 Vuelta |      |  |
| 19   | Kjell Solberg      | Yamaha          | +1 Vuelta |      |  |
| 20   | Bo Granath         | Yamaha          | +1 Vuelta |      |  |
| 21   | Tatemo Chujero     | Yamaha          | +1 Vuelta |      |  |
| Ret  | Takazumi Katayama  | Yamaha          | Ret       |      |  |
| Ret  | Walter Villa       | Harley-Davidson | Ret       |      |  |
| Ret  | Mario Lega         | Yamaha          | Ret       |      |  |
| Ret  | Leif Gustafsson    | Yamaha          | Ret       |      |  |
| Ret  | Pekka Nurmi        | Yamaha          | Ret       |      |  |
| Ret  | Jaime Samaranch    | Yamaha          | Ret       |      |  |
| Ret  | Gérard Choukroun   | Yamaha          | Ret       |      |  |

## Resultados 125cc
En 125 cc., el italiano Pier Paolo Bianchi consigue la tercera victoria consecutiva en tres Grandes Premios disputados. El holandés Henk van Kessel se coló entre las dos Morbidelli para entrar en segunda posición.
| Pos. | Piloto             | Moto       | Tiempo     | Pts. |
| ---- | ------------------ | ---------- | ---------- | ---- |
| 1    | Pier Paolo Bianchi | Morbidelli | 47:23.1    | 15   |
| 2    | Henk van Kessel    | Yamaha     | +7.9       | 12   |
| 3    | Paolo Pileri       | Morbidelli | +11.2      | 10   |
| 4    | Stefan Dörflinger  | Morbidelli | +2:38.3    | 8    |
| 5    | Xaver Tschannen    | Maico      | +1 Vuelta  | 6    |
| 6    | Cees van Dongen    | Morbidelli | +1 Vuelta  | 5    |
| 7    | Rolf Blatter       | Maico      | +1 Vuelta  | 4    |
| 8    | Eugenio Lazzarini  | Morbidelli | +1 Vuelta  | 3    |
| 9    | Hans Müller        | Yamaha     | +1 Vuelta  | 2    |
| 10   | Peter Frohnmeyer   | Nava DRS   | +1 Vuelta  | 1    |
| 11   | Boris Bajc         | Yamaha     | +2 Vueltas |      |
| 12   | Fendrich Bedrich   | Ravo       | +2 Vueltas |      |
| 13   | Peter Szabó        | MZ         | +2 Vueltas |      |
| Ret  | Ángel Nieto        | Bultaco    | Ret        |      |
| Ret  | Edward Stachowski  | Yamaha     | Ret        |      |
| Ret  | Pentti Salonen     | Yamaha     | Ret        |      |
| Ret  | Germano Zanetti    | Morbidelli | Ret        |      |
| Ret  | Matti Kinnunen     | Maico      | Ret        |      |
| Ret  | Janos Reisz        | Yamaha     | Ret        |      |
| Ret  | Gabel Karel        | Yamaha     | Ret        |      |
| Ret  | Aldo Pero          | Morbidelli | Ret        |      |

## Resultados 50cc
En 50 cc, tercera ganador en los tres Grandes Premios disputados. El suizo Ulrich Graf consigue la única victoria de su palmarés. El gran favorito, el español Ángel Nieto acabó tercero por una rendimientos inusualmente inferior de su Bultaco. En la clasificación general, el alemán Rudolf Kunz, quinto en esta carrera, ostenta el liderato.
| Pos. | Piloto               | Moto       | Tiempo     | Pts. |
| ---- | -------------------- | ---------- | ---------- | ---- |
| 1    | Ulrich Graf          | Kreidler   | 42:09.0    | 15   |
| 2    | Herbert Rittberger   | Kreidler   | +7.0       | 12   |
| 3    | Ángel Nieto          | Bultaco    | +21.4      | 10   |
| 4    | Stefan Dörflinger    | Kreidler   | +21.9      | 8    |
| 5    | Rudolf Kunz          | Kreidler   | +1:09.1    | 6    |
| 6    | Pierre Audry         | Kreidler   | +1:30.0    | 5    |
| 7    | Aldo Pero            | Morbidelli | +2:06.3    | 4    |
| 8    | Cees van Dongen      | Kreidler   | +2:27.4    | 3    |
| 9    | Rolf Blatter         | Kreidler   | +3:02.7    | 2    |
| 10   | Günter Schirnhofer   | Kreidler   | +1 Vuelta  | 1    |
| 11   | Zbyněk Havrda        | Kreidler   | +1 Vuelta  |      |
| 12   | Fendrich Bedrich     | Kreidler   | +1 Vuelta  |      |
| 13   | Nevio Paliska        | Tomos      | +2 Vueltas |      |
| 14   | Robert Laver         | Kreidler   | +3 Vueltas |      |
| 15   | Boris Bajc           | Kreidler   | +3 Vueltas |      |
| 16   | Boris Maruza         | Kreidler   | +3 Vueltas |      |
| 17   | Vilko Sever          | Kreidler   | +3 Vueltas |      |
| Ret  | Eugenio Lazzarini    | UFO        | Ret        |      |
| Ret  | Claudio Lusuardi     | Villa      | Ret        |      |
| Ret  | Julien van Zeebroeck | Kreidler   | Ret        |      |
| Ret  | Hans-Jürgen Hummel   | Kreidler   | Ret        |      |
| Ret  | Patrick de Wulf      | Kreidler   | Ret        |      |
| Ret  | Guido de Lys         | Kreidler   | Ret        |      |